# Аридні області
Ари́дні о́бласті (лат. aridus — сухий)— пустельні і напівпустельні області з посушливим, або аридним кліматом. Яскравий приклад аридних областей — пустеля Сахара. Аридні області утворюються внаслідок аридизації — складних кліматичних змін, що призводять до зниження зволоженості територій.
В колишньому СРСР до аридних областей належала низовинна частина Середньої Азії.
Для аридних областей характерна різка перевага випаровування над опадами, великі добові й річні коливання температури повітря і сильне сонячне нагрівання. Власної річкової мережі майже немає, більшість річок є транзитними, багато з них закінчується сухими дельтами в безстічних западинах з солоними озерами.
Рослинність надзвичайно бідна, або її зовсім немає. Широко розвинені піщані масиви, перевіяні вітром у бархани і дюни. Лежать аридні області в субтропічних широтах обох півкуль, інколи трапляються в прилеглих частинах помірного пояса, якщо гори або віддаленість морського басейну перешкоджають надходженню вологи (Середня та Центральна Азія, Патагонія, внутрішня частина Австралії).